# Ráduly János
Ráduly János (Korond, 1937. október 27. –) néprajzkutató, költő, műfordító.

## Életútja
A marosvásárhelyi Bolyai Líceumban érettségizett (1955), Erdőszentgyörgyön a líceumban nevelő, 1962-től Kibéden tanár, 1998-tól nyugdíjas. A Babeș-Bolyai Egyetemen magyar nyelv és irodalom szakos tanári oklevelet szerzett (1966).

## Munkássága
Első írását a Vörös Zászló közölte (1959). Az Utunk, Igaz Szó, Művelődés, Napsugár, Tanügyi Újság, Ifjúmunkás, Hargita, Helikon munkatársa. Verssel szerepel a Megtalált világ (1968) című antológiában; költőként évtizedekkel később jelentkezik újra (Az árnyékok lakodalma, 1995; Fény és gondolat, 1996).
Folklórkutatói pályája egy Faragó Józseffel együtt közölt, később németül és csehül is megjelent tanulmánnyal (A népballadák egy romániai magyar falu mai köztudatában) kezdődött, ezt követően egész sor önálló kötetben tárta fel a Kis-Küküllő menti Kibéd népmesekincsét és gazdag balladaköltészetét, s rendszeresen tanulmányokkal szerepelt a Népismereti Dolgozatok, Ethnographia, Néprajzi Látóhatár, a Kriza János Néprajzi Társaság Évkönyvei, Jahrbuch für Volksliedforschungen köteteiben. Munkásságának nemzetközi visszhangját Cseke Péter mérte fel Kibéddel megáldott Ráduly János című szociográfiai riportjában.
Foglalkozott az erdélyi rovásírásos emlékek kutatásával és értelmezésével is. Gyermekirodalmi antológiákban a vers, ének, játék, mese óvodai felhasználását szorgalmazza.
1990-től tagja a Kriza János Néprajzi Társaságnak, a Nemzetközi Magyar Filológiai Társaságnak; szerkesztőbizottsági tagja volt a korondi Hazanéző és a székelyudvarhelyi Székely Útkereső című folyóiratoknak.
Legnagyobbrészt saját gyűjtéseit tartalmazó kötetei: Kibédi népballadák (1975), A vízitündér leánya (1978); Elindultam hosszú útra (A kibédi Majlát Józsefné Ötvös Sára népballadái, 1979); Tündérszép Mosolygó Ilona (Kibédi népmesék, 1980); Az álomfejtő fiú (Kis-Küküllő menti népmesék, 1985); Mikor a szolgának telik esztendeje (A kibédi gazdai szolgák életéből, 1987); Villám Palkó (Kis-Küküllő menti népmesék, 1989); Hold elejti, Nap felkapja (Kibédi találós kérdések, 1990); Táltos Marika (mesék, 1993); Szép Magdolna (Kibédi népmesék, 1994); A király táncos lovai (Székely tréfás mesék, 1995); Rovásíró őseink (Adalékok rovásírásunk ismeretéhez, 1995); Vetettem gyöngyöt (Népköltészeti tanulmányok, 1997); A rovásírás vonzásában (Korond, 1998); Nemzeti kincsünk, a rovásírás (1998).
Verskötetei: Az árnyékok lakodalma (Gyermekversek, 1995); Fény és gondolat (uo., 1996).
Lefordította Eminescu Esticsillag című költeményét (1993); Nichita Stănescu-fordításait a Barátság című antológia (Pécs, 1993) közölte.

## Könyvei
- Kibédi népballadák; gyűjt., bev., jegyz. Ráduly János; Kriterion, Bukarest, 1975
- A vízitündér leánya. Kis-Küküllő menti népmesék; Dacia, Kolozsvár-Napoca, 1978
- Elindultam hosszú útra. A kibédi Majlát Józsefné Ötvös Sára népballadái; gyűjt., bev., jegyz. Ráduly János; Kriterion, Bukarest, 1979
- Tündérszép Mosolygó Ilona. Kibédi népmesék; Creangă, Bukarest, 1980
- Az álomfejtő fiú. Kis-Küküllő menti népmesék; Dacia, Kolozsvár-Napoca, 1985
- Mikor a szolgának telik esztendeje. A kibédi gazdai szolgák életéből; Kriterion, Bukarest, 1987
- Villám Palkó. Kis-Küküllő menti népmesék; Creangă, Bucureşti, 1989
- Hold elejti, Nap felkapja. Kibédi találós kérdések; gyűjt., bev. Ráduly János; Kriterion, Bukarest, 1990
- Szép Magdolna; Tinivár, Kolozsvár, 1994
- A király táncos lovai. Székely tréfás népmesék; Bon Ami, Sepsiszentgyörgy, 1995
- Rovásíró őseink. Adalékok rovásírásunk ismeretéhez; Firtos Művelődési Egylet, Korond, 1995 (Hazanéző könyvek)
- Vetettem gyöngyöt. Népköltészeti tanulmányok, közlések; Erdélyi Gondolat, Székelyudvarhely, 1997
- Nemzeti kincsünk: a rovásírás; Székely Útkereső, Székelyudvarhely, 1998 (Székely útkereső kiadványok)
- A rovásírás vonzásában. Adalékok rovásírásunk ismeretéhez; Firtos Művelődési Egylet, Korond, 1998 (Hazanéző könyvek)
- A galambleány. Tündérmesék; Erdélyi Gondolat, Székelyudvarhely, 1998
- Tündéri perpatvar. Irodalmi anekdoták; Erdélyi Gondolat, Székelyudvarhely, 1999
- Gyöngyvirág királyfi. Népmesék; Erdélyi Gondolat, Székelyudvarhely, 2000
- Jóságvilágom. Versek; Erdélyi Gondolat, Székelyudvarhely, 2000
- Szitakötőtánc. Gyermekversek; Erdélyi Gondolat, Székelyudvarhely, 2001
- Fekete szőnyeg a sátor. Néprajzi tanulmányok, közlések; Impress, Marosvásárhely, 2003
- Az igazságos hazugság. Tréfás és állatmesék, mondák; Kreativ, Marosvásárhely, 2004
- Siratóim lesznek az égi madarak. Székely népballadák; Erdélyi Gondolat, Székelyudvarhely, 2004
- Tanuljunk könnyen rovásírni! Segédkönyv a rovásírás elsajátításához; Erdélyi Gondolat, Székelyudvarhely, 2004
- Titkok a rovásírásban. Adalékok rovásírásunk ismeretéhez; Erdélyi Gondolat, Székelyudvarhely, 2004
- A hencegő vőlegény. Népi tréfák, mondák, anekdoták; Kreatív, Marosvásárhely, 2005
- A tulipános láda. A kiskendi Fülöp Károly meséi. Kis-Küköllő menti székely népmesék, tréfák, anekdoták kiejtés szerinti lejegyzésben; Erdélyi Gondolat, Székelyudvarhely, 2005
- Bodor Péter meseautója. Népmesék, mondák, tréfák; gyűjt. Ráduly János; Hoppa!, Marosvásárhely, 2006
- Évszakoló. Gyermekversek; Hoppa!, Marosvásárhely, 2006
- A fák királyválasztása. Népi tréfák, mondák, anekdoták; Hoppa!, Marosvásárhely, 2006
- Hallod-e, te másvilág, adsz kenderért pálinkát? Székely népi tréfák, mondák, anekdoták; Erdélyi Gondolat, Székelyudvarhely, 2006
- Hová, hová Laji bátyám? Kis-Küküllő menti székely népmesék, mondák, tréfák kiejtés szerinti lejegyzésben; Erdélyi Gondolat, Székelyudvarhely, 2006
- Az isztambuli székely (magyar) rovásemlék. Kismonográfia; Erdélyi Gondolat, Székelyudvarhely, 2007
- A farkas és az őzike. Székely állatmesék a Kis-Küküllő mentéről kiejtés szerinti lejegyzésben; Erdélyi Gondolat, Székelyudvarhely, 2008
- Hajdani erdélyi tájakon Jékely Zoltán kiadatlan leveleiből; közzéteszi Ráduly János; Erdélyi Gondolat, Székelyudvarhely, 2008
- Király Bözsi hegedűje. Székely népmesék; Erdélyi Gondolat, Székelyudvarhely, 2008
- A legkisebb leány szerencséje. Székely népmesék; Erdélyi Gondolat, Székelyudvarhely, 2008
- A muzsikáló tücsök. Székely állatmesék; Erdélyi Gondolat, Székelyudvarhely, 2008
- Székely békességlevelek 1803-1837; Erdélyi Gondolat, Székelyudvarhely, 2008
- Szép Fuvella története. Székely népmesék a Kis-Küküllő mentéről kiejtés szerinti lejegyzésben; Erdélyi Gondolat, Székelyudvarhely, 2008
- Szépirodalom, néprajz, rovásírás. Két íróbarát beszélgetése életpályájukról és munkásságukról; Erdélyi Gondolat, Székelyudvarhely, 2008
- Gyere már, Jégtörő Mátyás. Gyermekversek; Erdélyi Gondolat, Székelyudvarhely, 2009 (Erdélyi Gondolat gyermekkönyvtár)
- Janka és a csitkóbogár. Kisgyermekbeszéd; Erdélyi Gondolat, Székelyudvarhely, 2009 (Erdélyi Gondolat gyermekkönyvtár)
- Erdélyi István–Ráduly János: A Kárpát-medence rovásfeliratos emlékei a Kr. u. 17. századig; Masszi, Bp., 2010
- Petőfi Sándor utolsó hét napja. Petőfi-dokumentumok; szerk. Ráduly János; Erdélyi Gondolat, Székelyudvarhely, 2010
- Székely népi tréfák, anekdoták; Erdélyi Gondolat, Székelyudvarhely, 2010
- Erdélyi rovásemlékek világa. Adalékok rovásírásunk ismeretéhez; Silver Tek, Marosvásárhely, 2011
- A moldvabányai rovásemlék Kr. u. 1410-1430 között; Silver Tek, Marosvásárhely, 2012
- Bolyai János és Kibédi Orbán Rozália. Cikkek, tanulmányok; Erdélyi Gondolat, Székelyudvarhely, 2012
- Sirálytánc. Gyermekversek; Erdélyi Gondolat, Székelyudvarhely, 2012
- Kibédi népmesék Ráduly Jánostól; szerk., vál. Dala Sára, utószó Sándor Ildikó; Hagyományok Háza, Bp., 2020 (Hallgasd, olvasd, mondd!)

## Díjai
- A Maros megyei EMKE Értékteremtő Díja, 2017[1]
- Kriza János Néprajzi Társaság Életmű-díj, 2017[2]